# Mănăstirea franciscană din Lăzarea

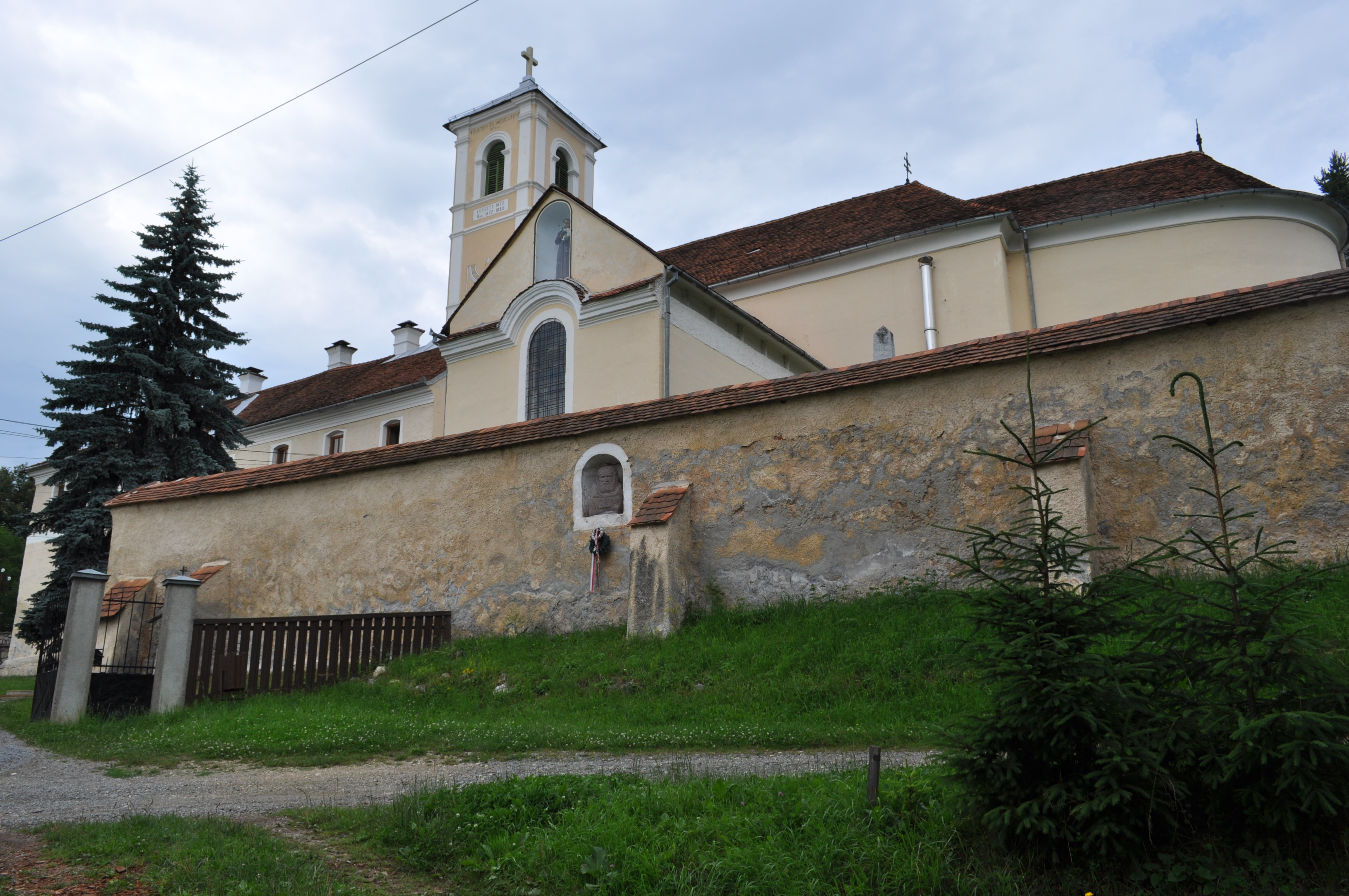
Biserica mănăstirii franciscane din Lăzarea, județul Harghita, foto: iulie, 2011.

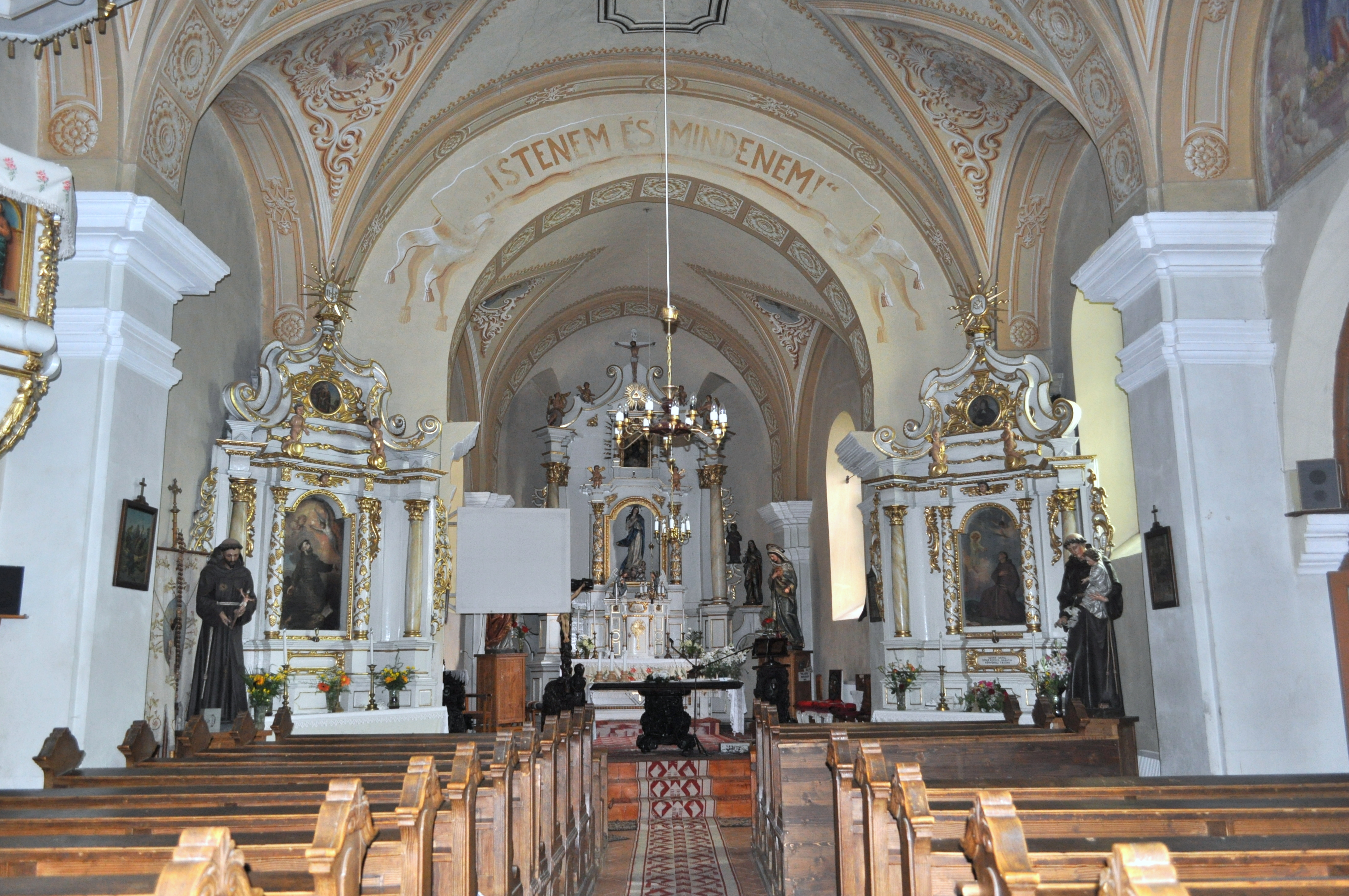
Interiorul bisericii, în stilul barocului provincial

Mănăstirea Franciscană din Lăzarea, județul Harghita, a fost construită în secolul al XVII-lea. Lăcașul de cult figurează pe lista monumentelor istorice 2010, cod LMI HR-II-a-A-12853.

## Istoric și trăsături
Mănăstirea a fost construită lângă satul Lăzarea, pe locul în care, conform tradiției, ar fi existat cinci capele construite în formă de cruce. Ctitorul mănăstirii a fost căpitanul István Lázár cel Bătrân, cu sprijinul căruia au demarat lucrările de construcție. Anul de întemeiere este socotit a fi 1642.
Nobilul István Lázár i-a adus la Lăzarea pe franciscanii Bartolomeu din Cluj și pe Fulgentius Esio, originar din Roma. Aceștia au murit la Lăzarea după doi ani, răpuși de ciumă. Administrația capelelor și lucrările de construcție au rămas în grija unui eremit.
În anul 1665 István Lázár a donat capelele și o mare parte din terenul din jurul acestora ordinului franciscanilor. Mănăstirea este o clădire sub formă de patrulater, construită în stilul caracteristic al mănăstirilor franciscane din Transilvania, la colțul din sud-est fiind alipită biserica barocă. Clădirea s-a construit pe vremea lui P. Taplocai Görög István, unul din cei mai însemnați lideri ai ordinului franciscanilor din Ardeal.
Ioan Căianu a fost între anii 1669-1674 guardianul mănăstirii. A fost înmormântat aici în aprilie 1687. O statuie a sa a fost ridicată în interiorul zidurilor. Mănăstirea a fost mistuită de flăcări în repetate rânduri: în 1707 (când a fost incendiată de trupele generalului Acton), în 1748 și în 1872. 
În 1749 din materialul clădirilor grav afectate biserica a fost mărită. Mănăstirea a fost reconstruită integral în 1752 în vremea guardianului Krizogon Csergő. După incendiul din 1872 reconstrucția este terminată sub conducerea guardianului P. Venczel Adorján în 1908. Cutremurul din 1940 face pagube importante în aripa de nord al mănăstirii. Mănăstirea a găzduit și o școală elementară până la începutul anilor 1900. 
Din 1951 mănăstirea a fost abandonată, funcționarea ordinului franciscanilor fiind interzisă. În zilele noastre ordinul a început să aibă iarăși monahi și în Lăzarea, foarte popularii "frați mai mici", franciscanii observanți reînnodând firul activității după aproape jumătate de secol. Mănăstirea a servit comunitatea și prin întreținerea, timp de peste 150 de ani a unei școli elementare. Azi mănăstirea găzduiește tabăra de creație de la Lăzarea. 

## Imagini din exterior

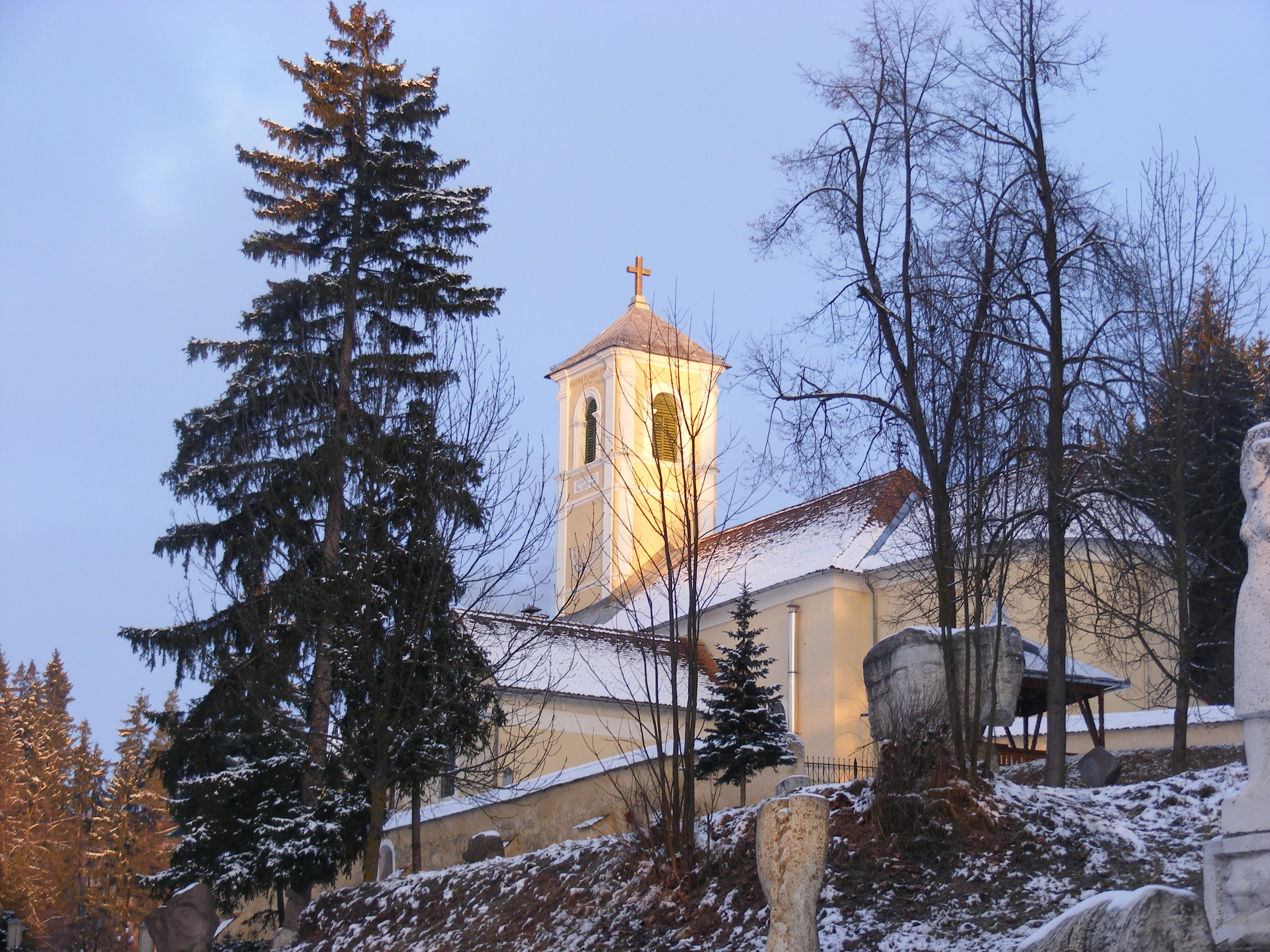
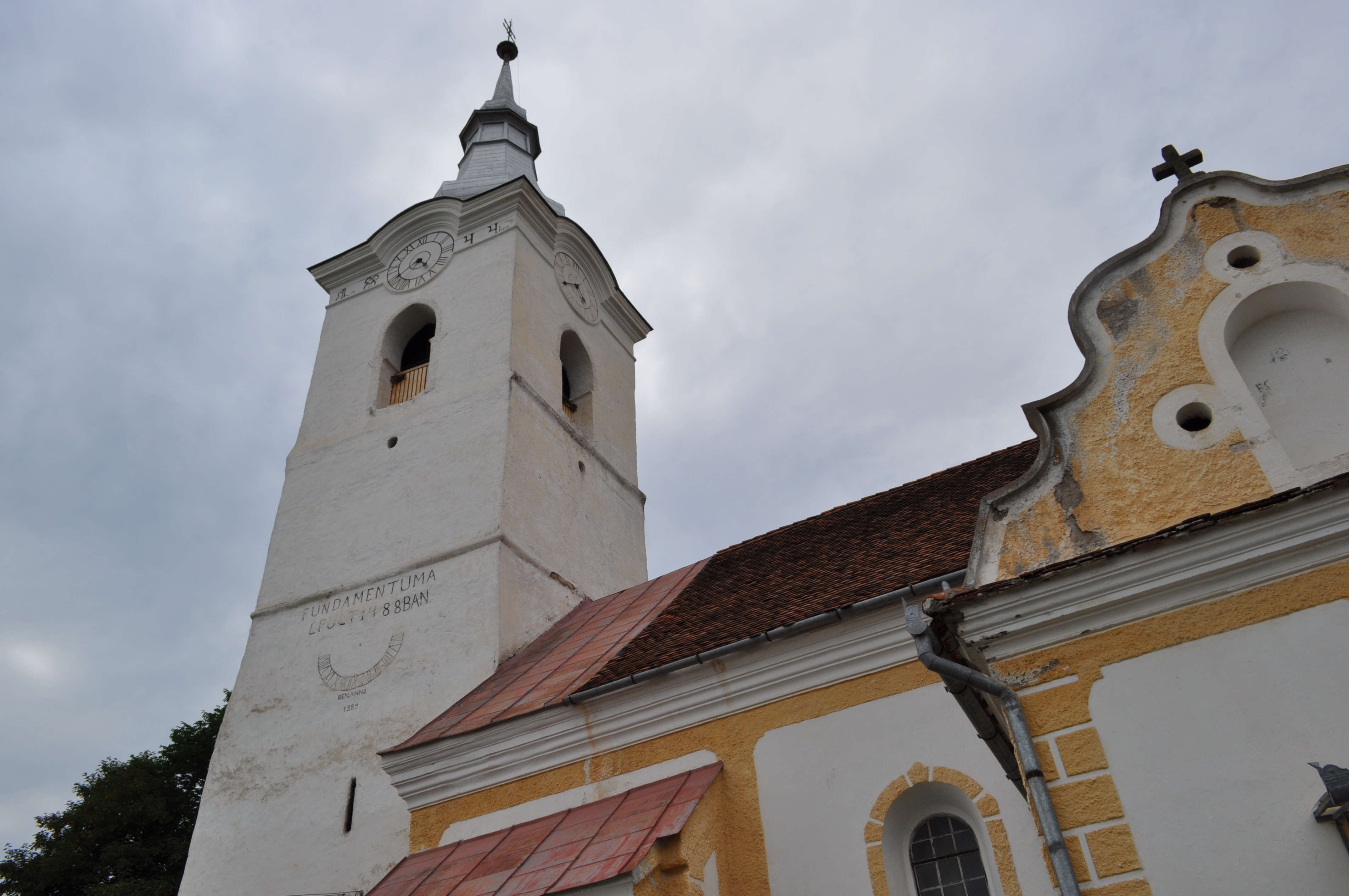
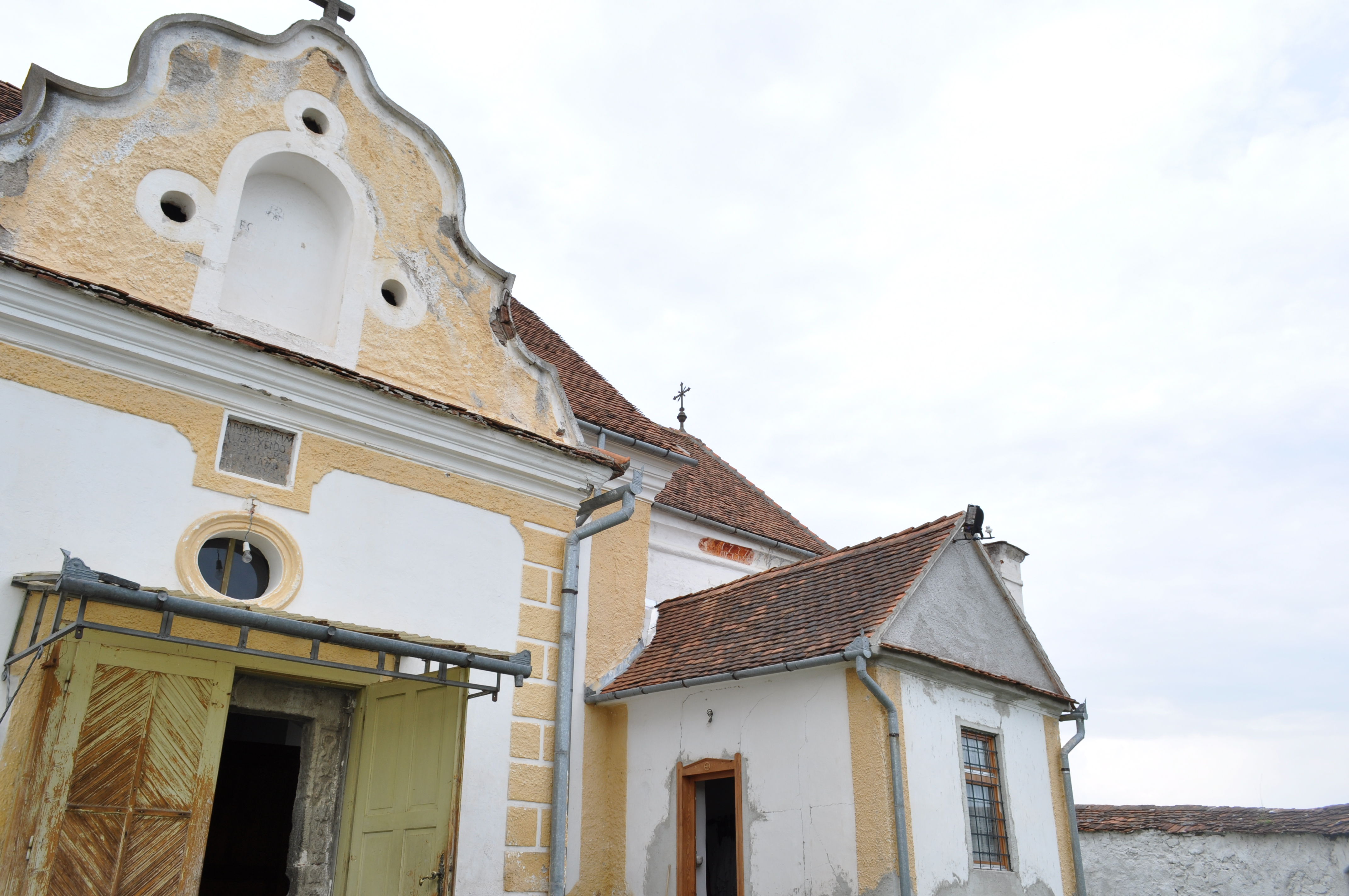
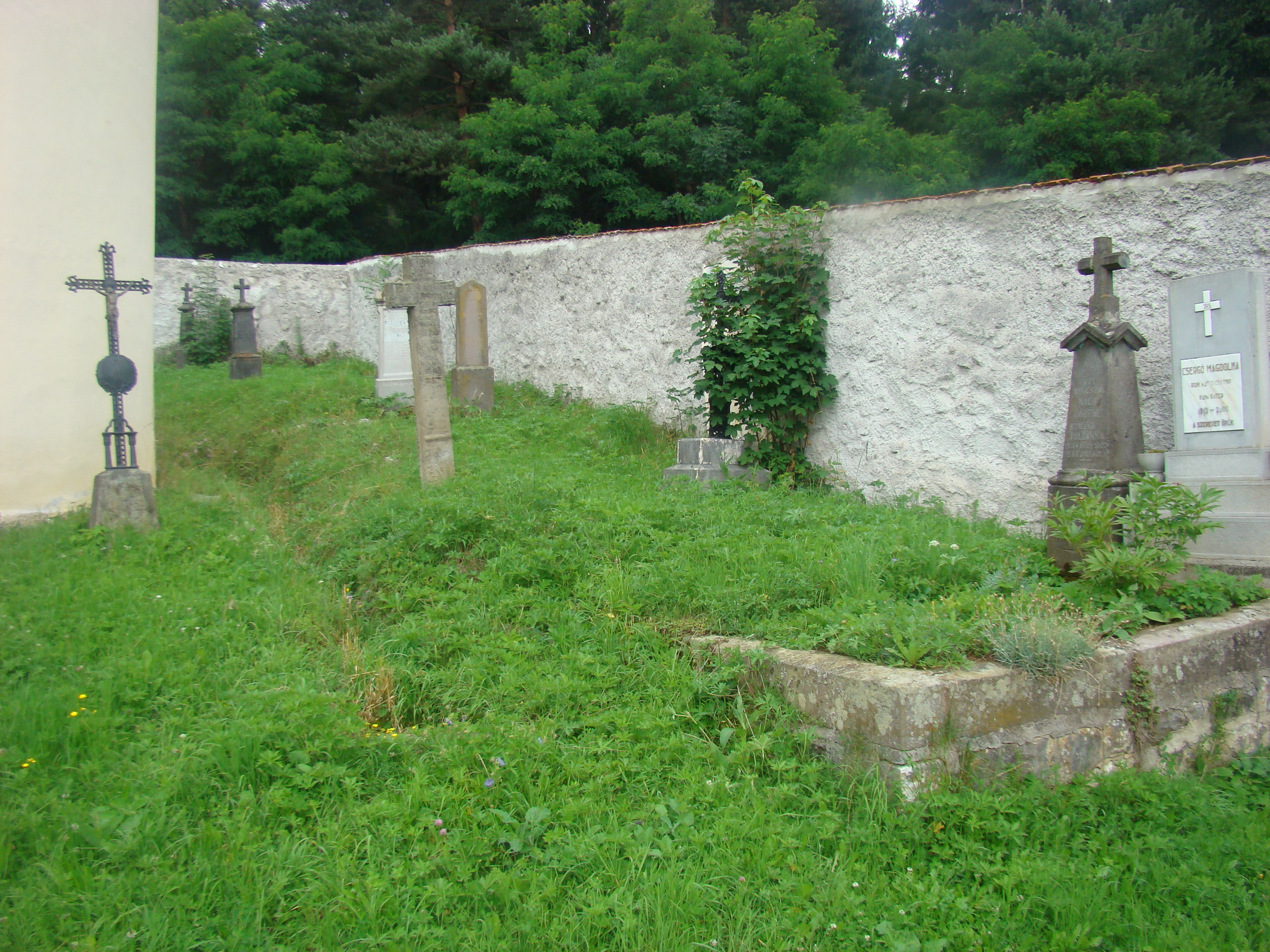

## Imagini din interior

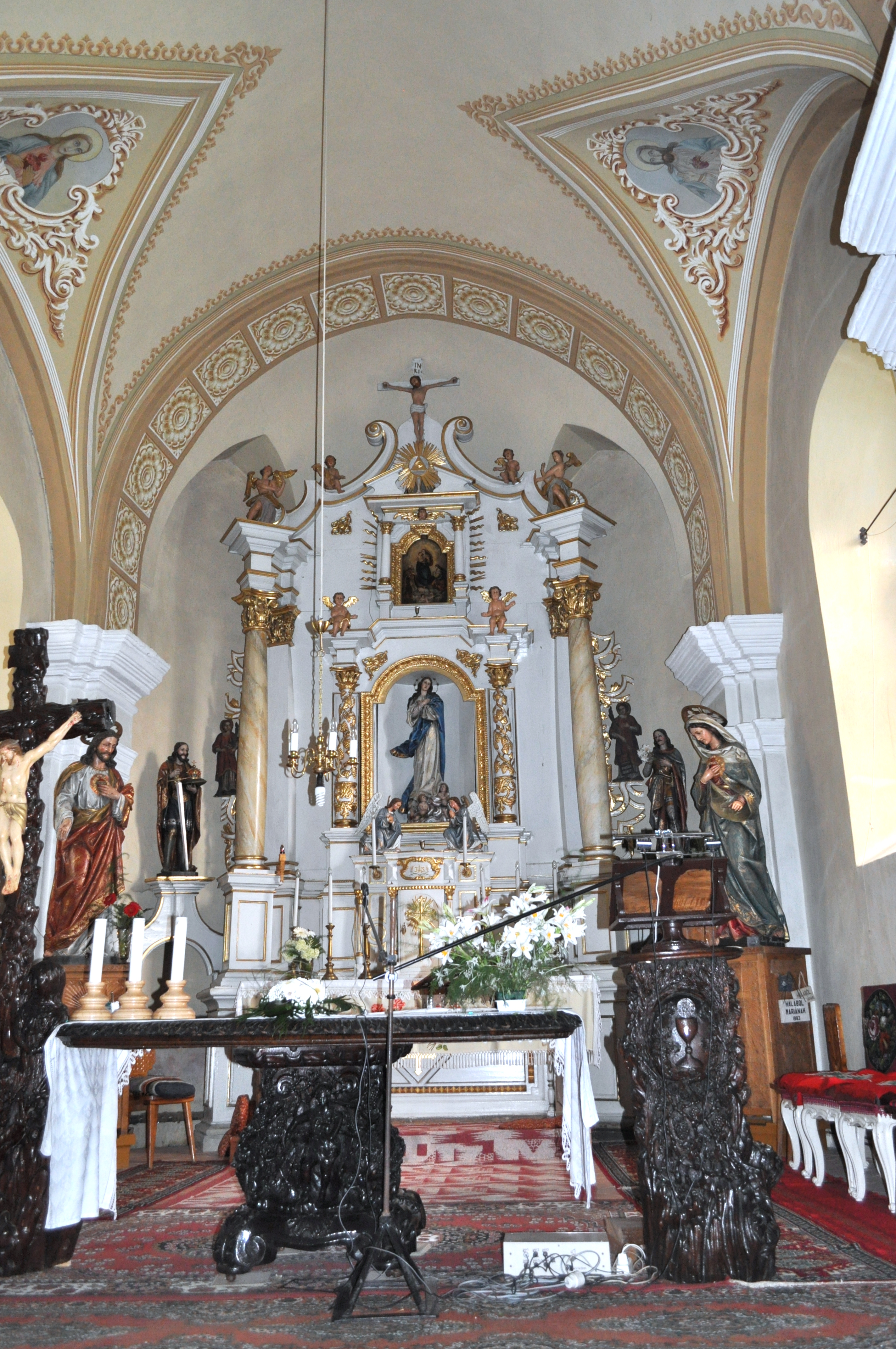
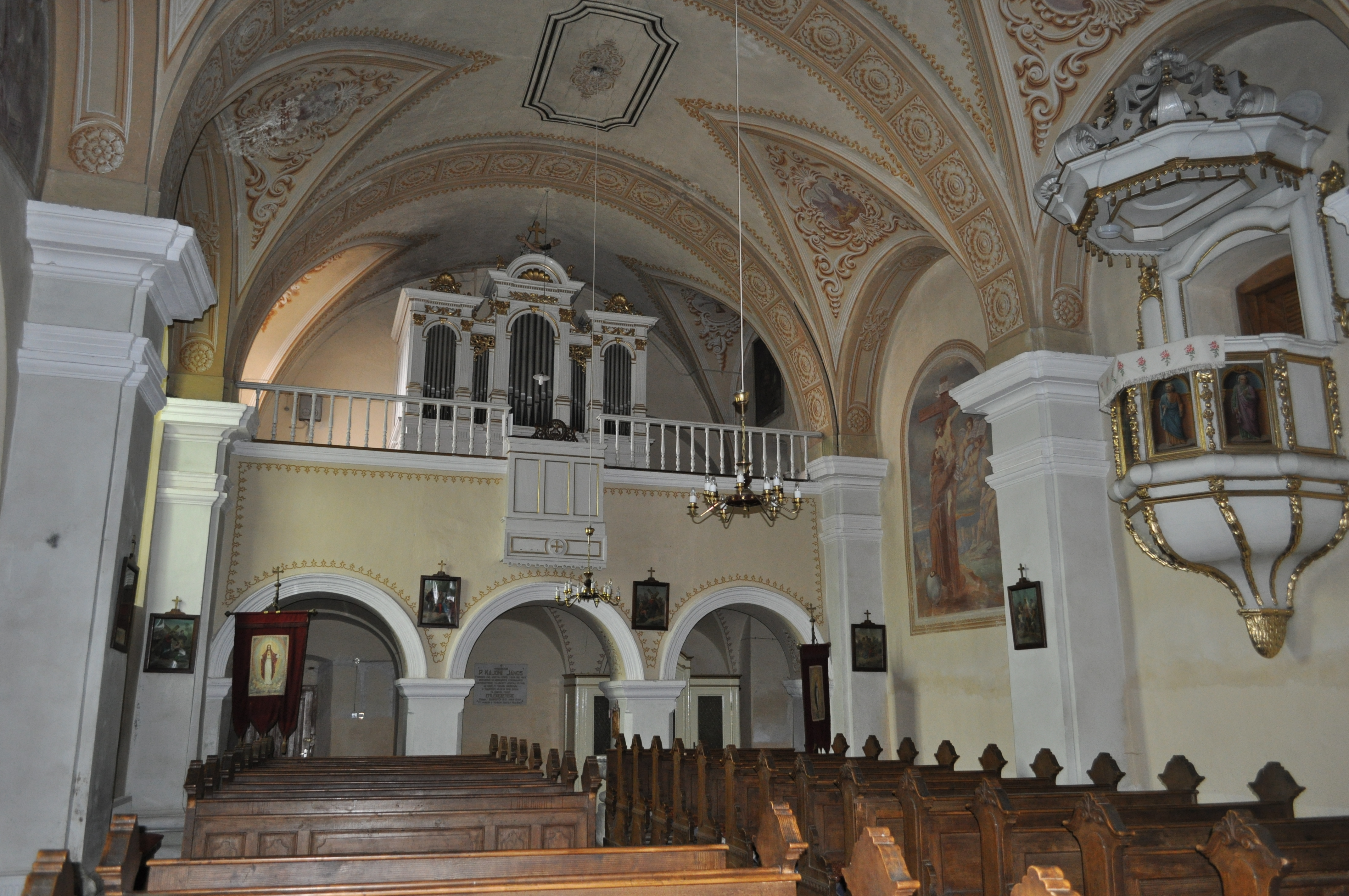
A fost înzestrată cu altare și obiecte de cult de artistul Heinrich Wesserman, originar din Tirol, membru al ordinului franciscanilor
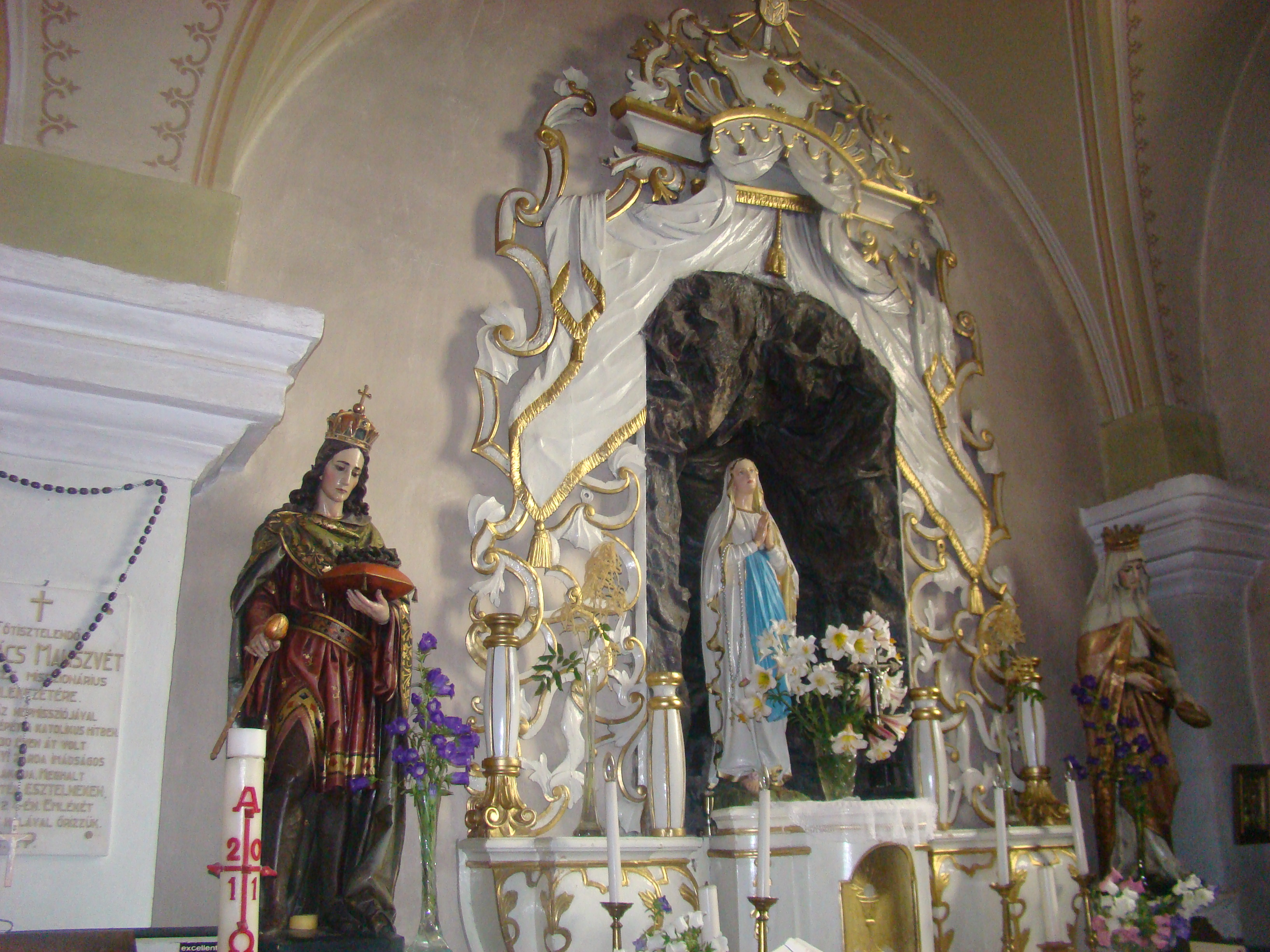
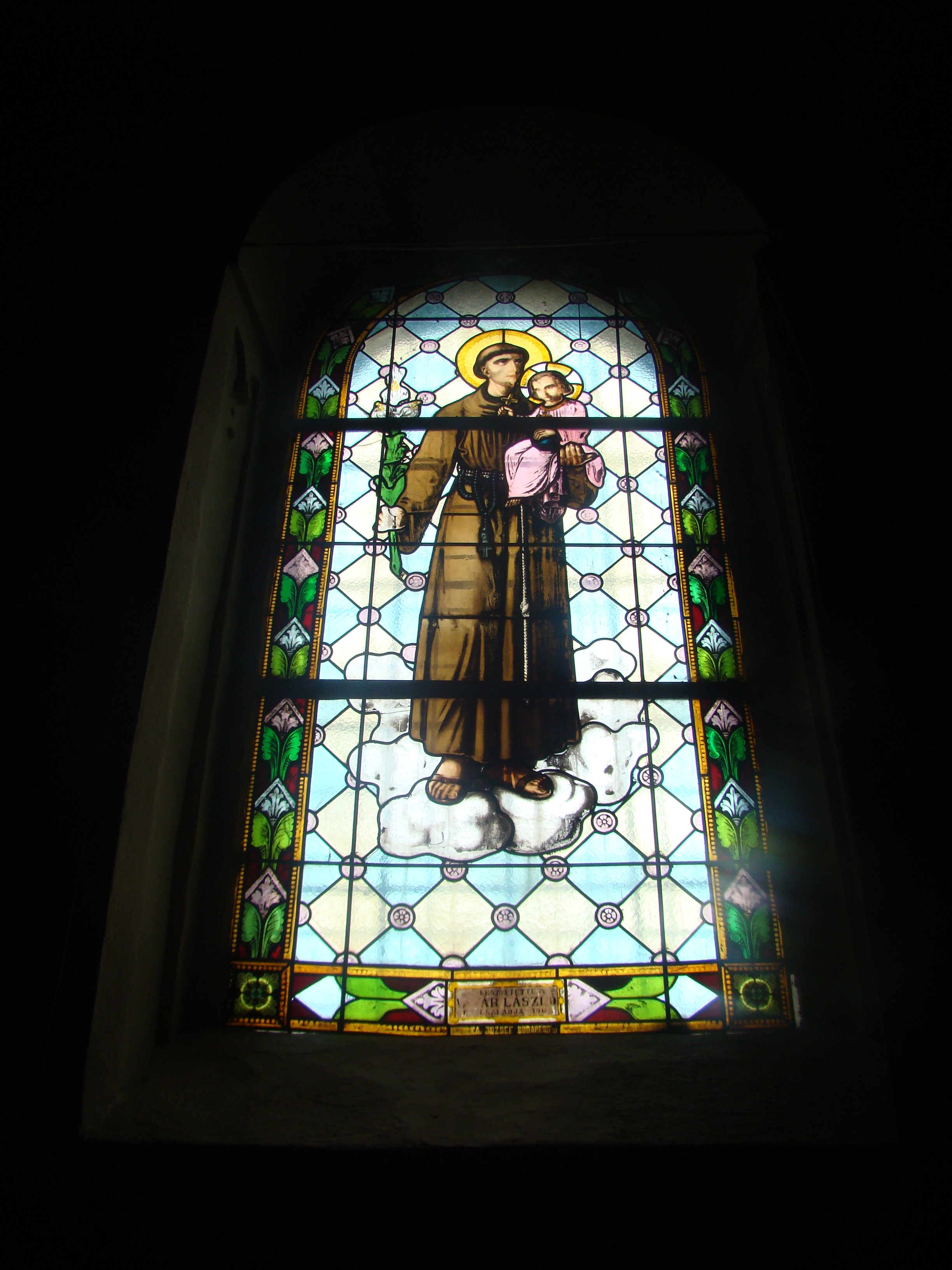
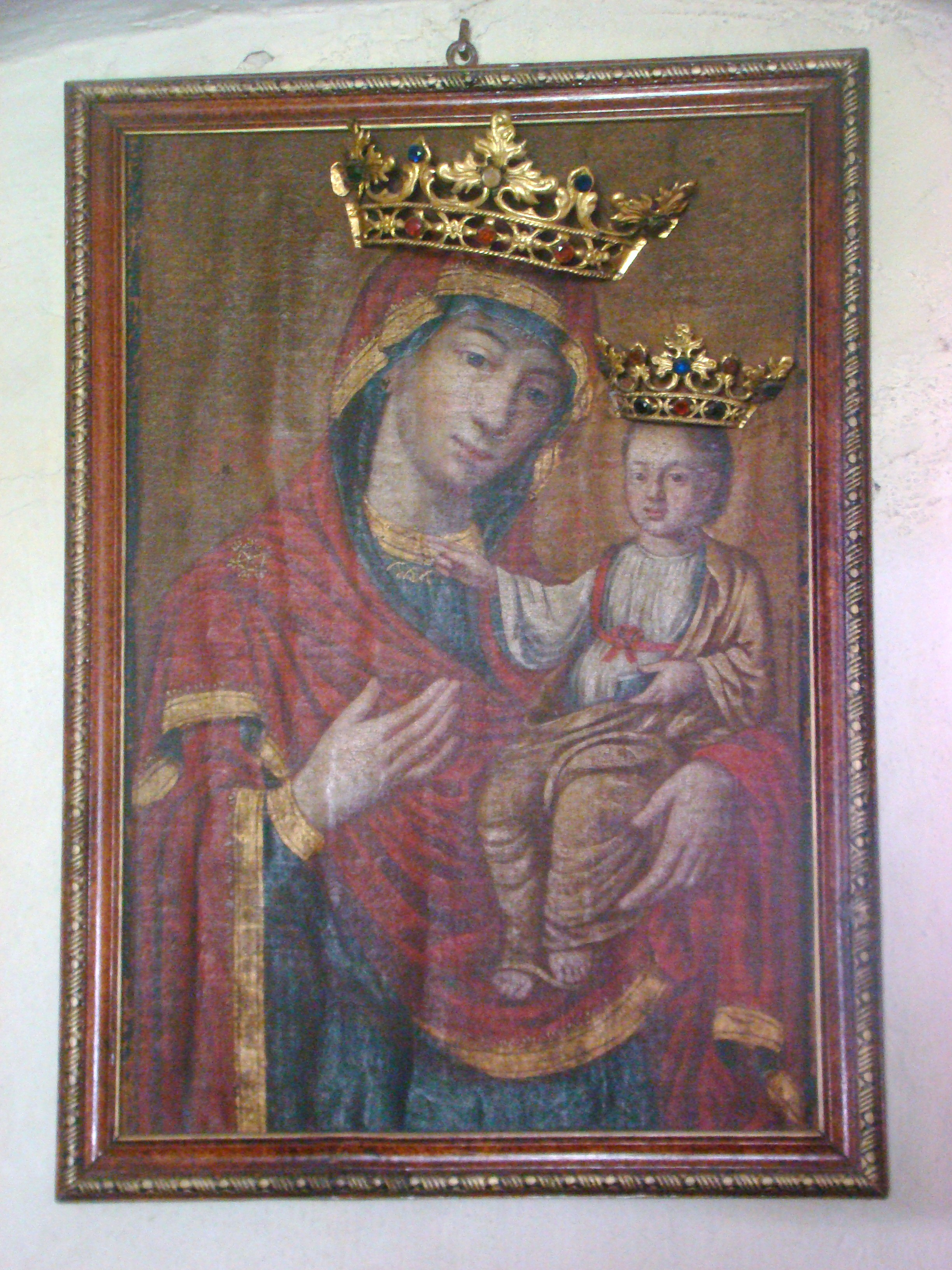
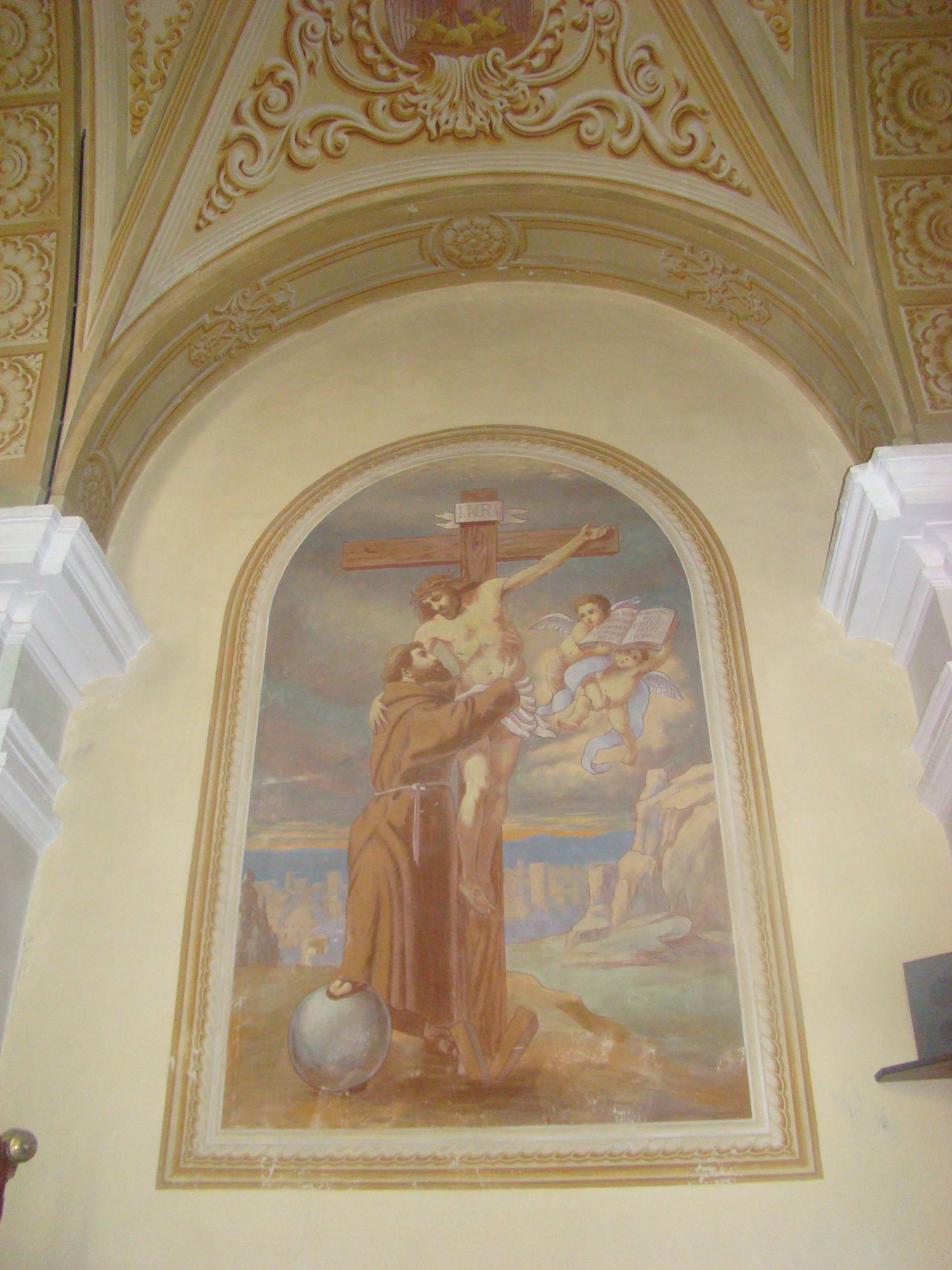
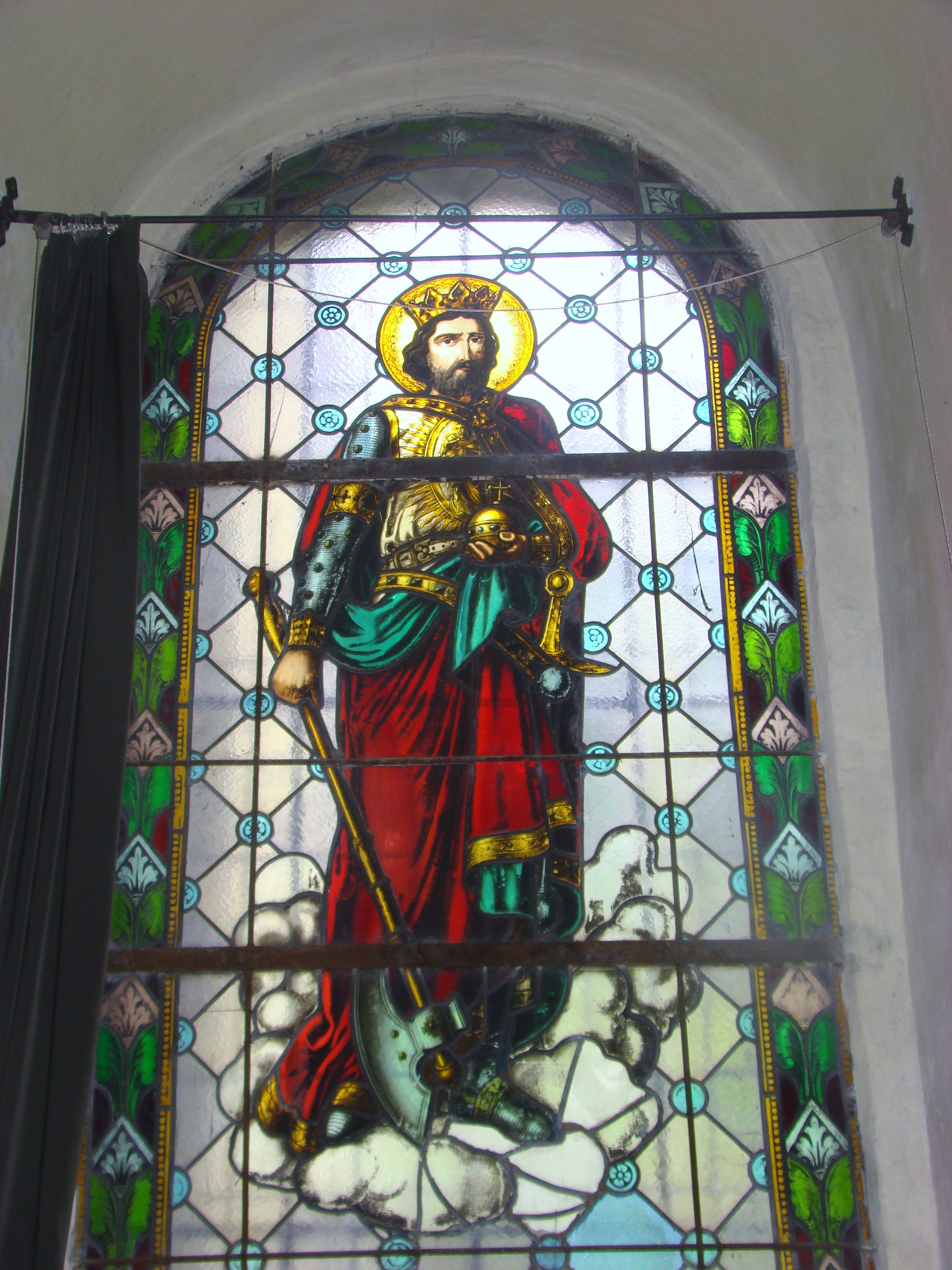
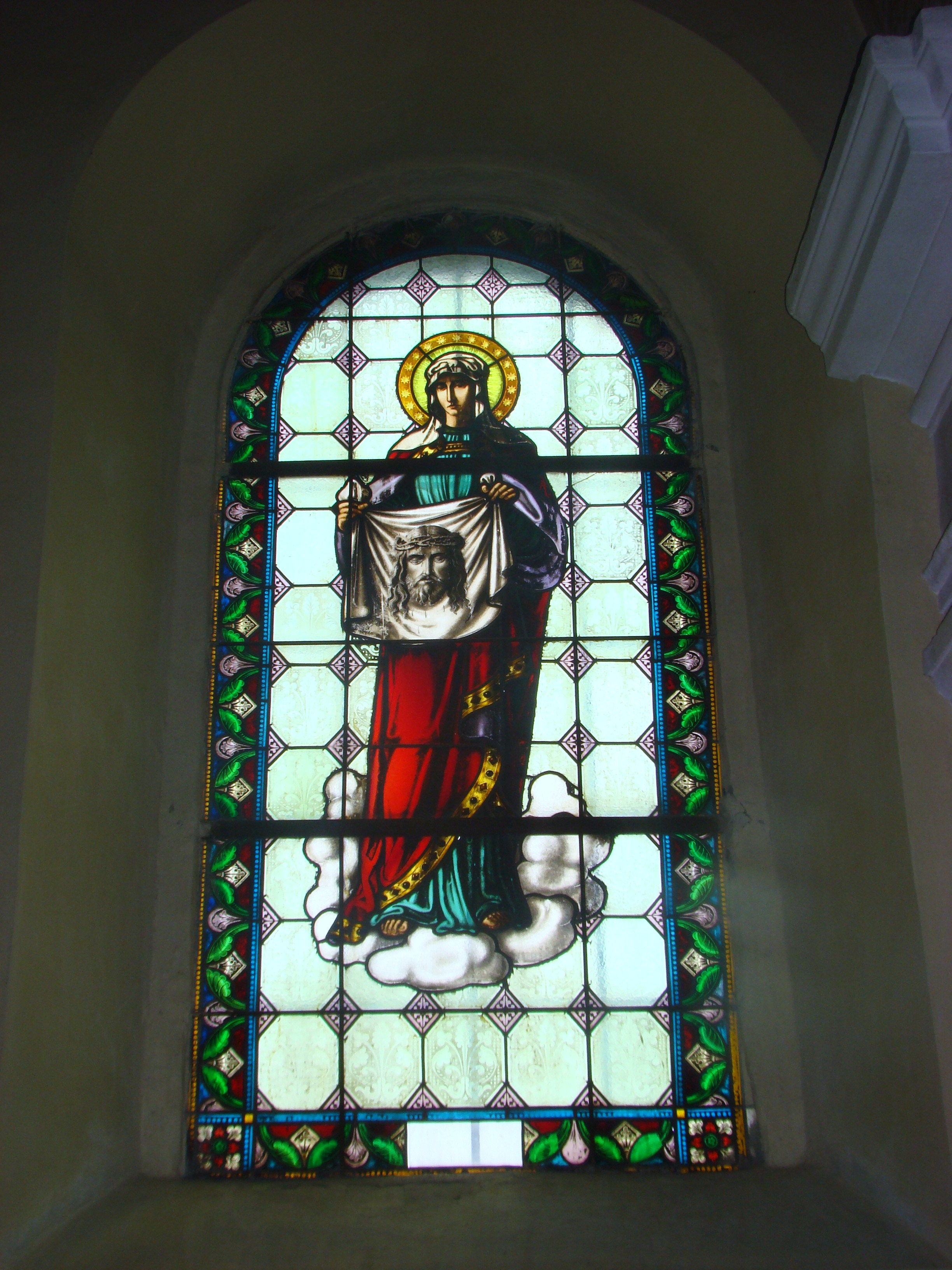
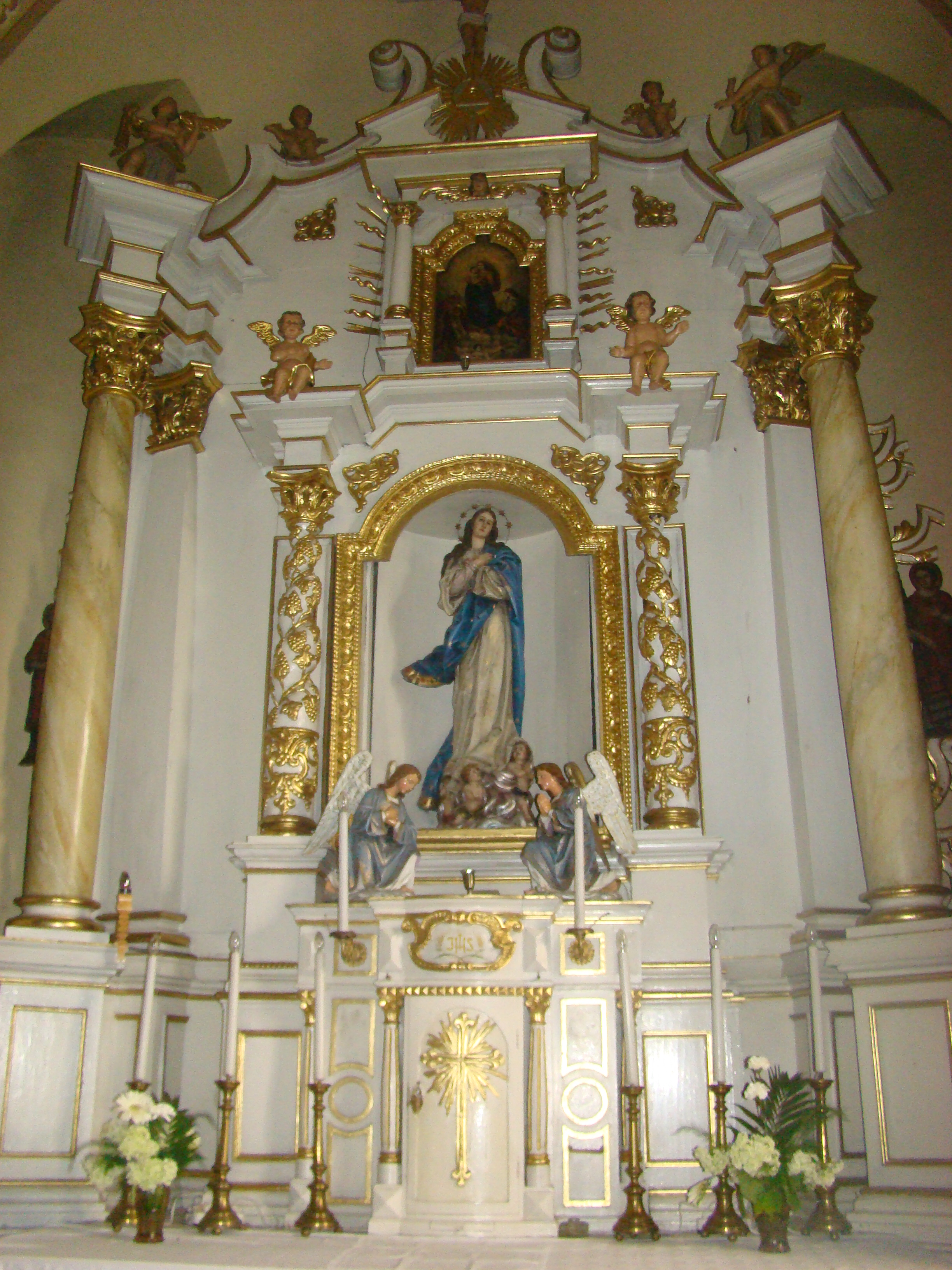
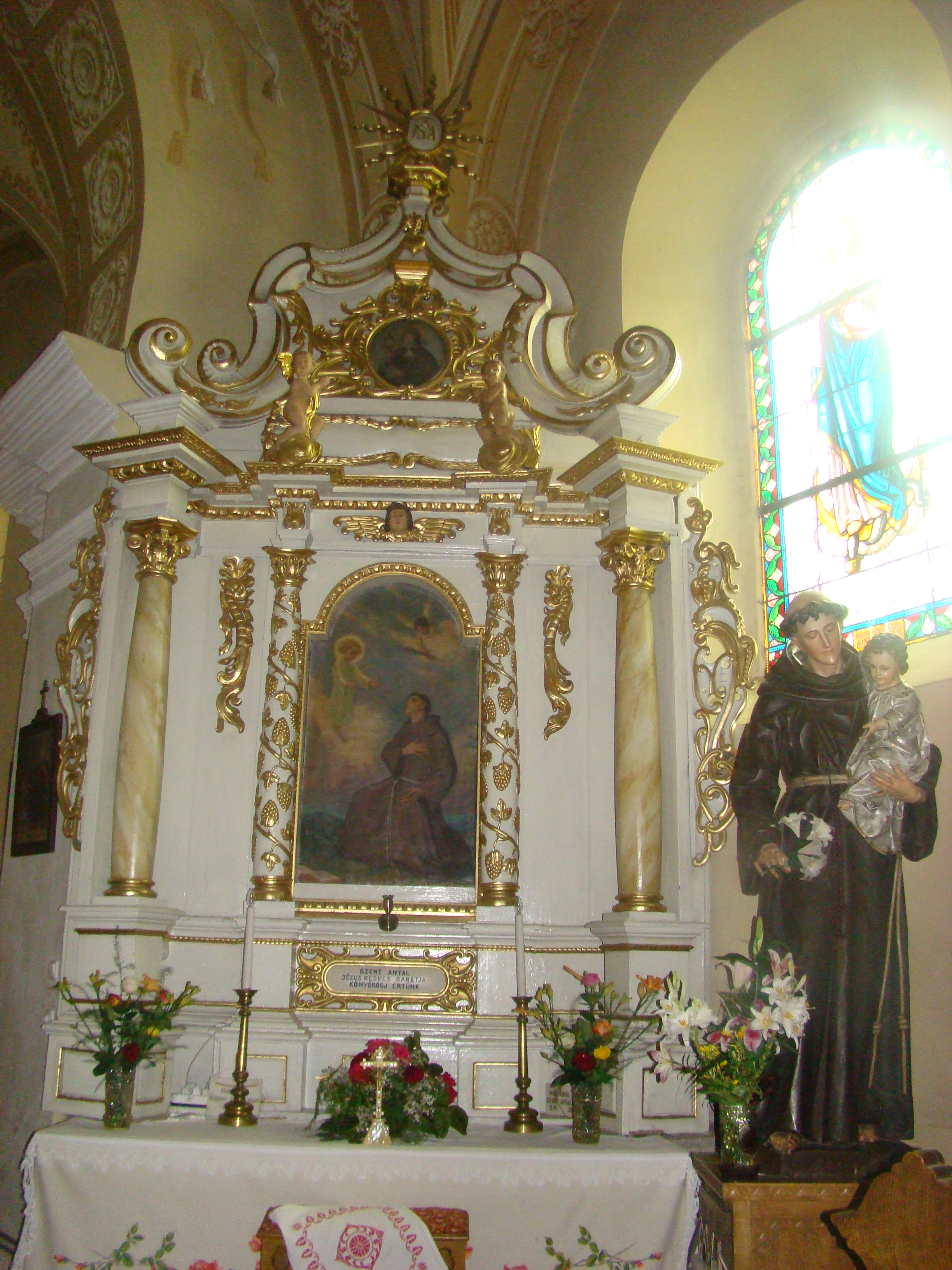
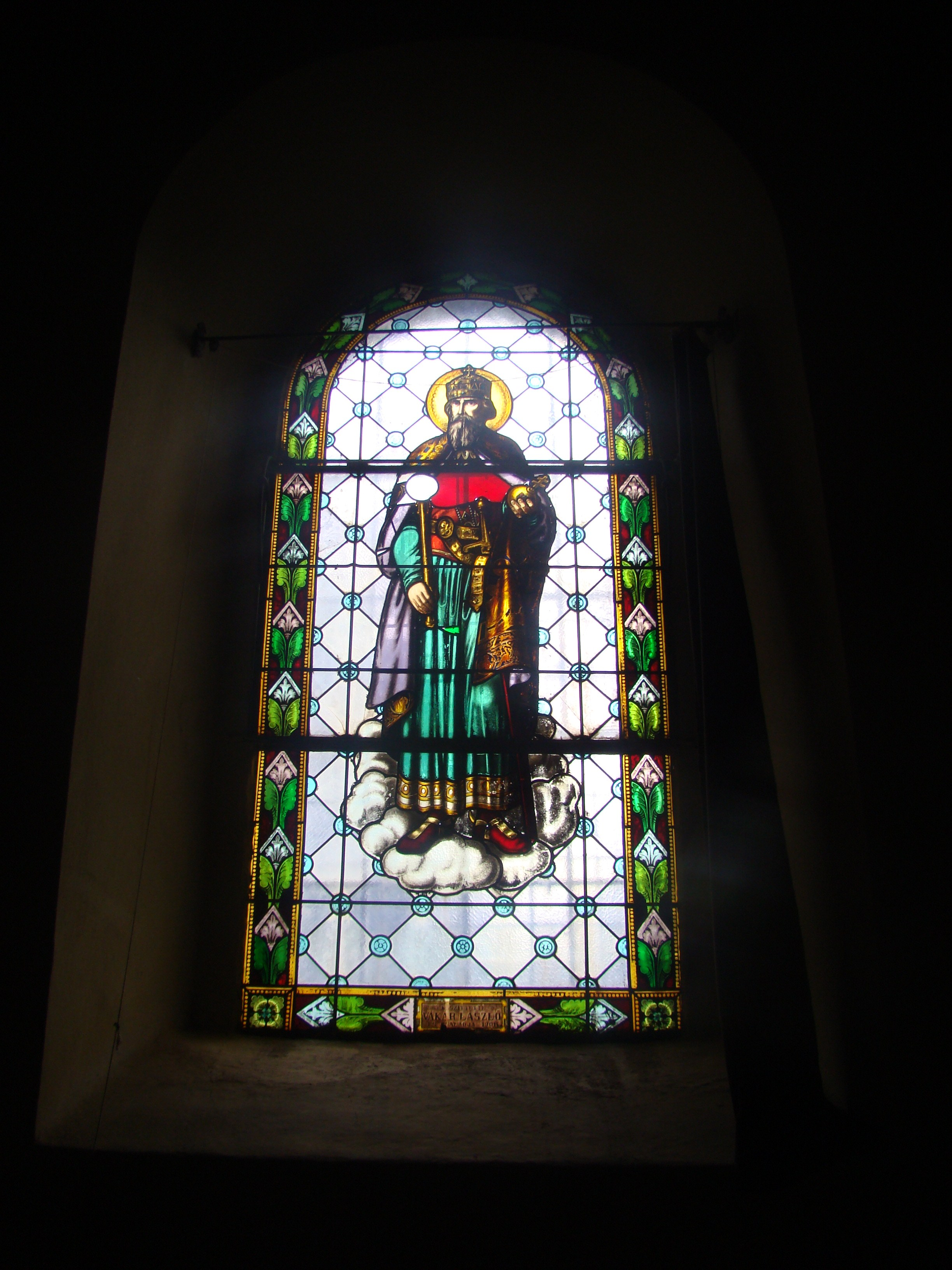
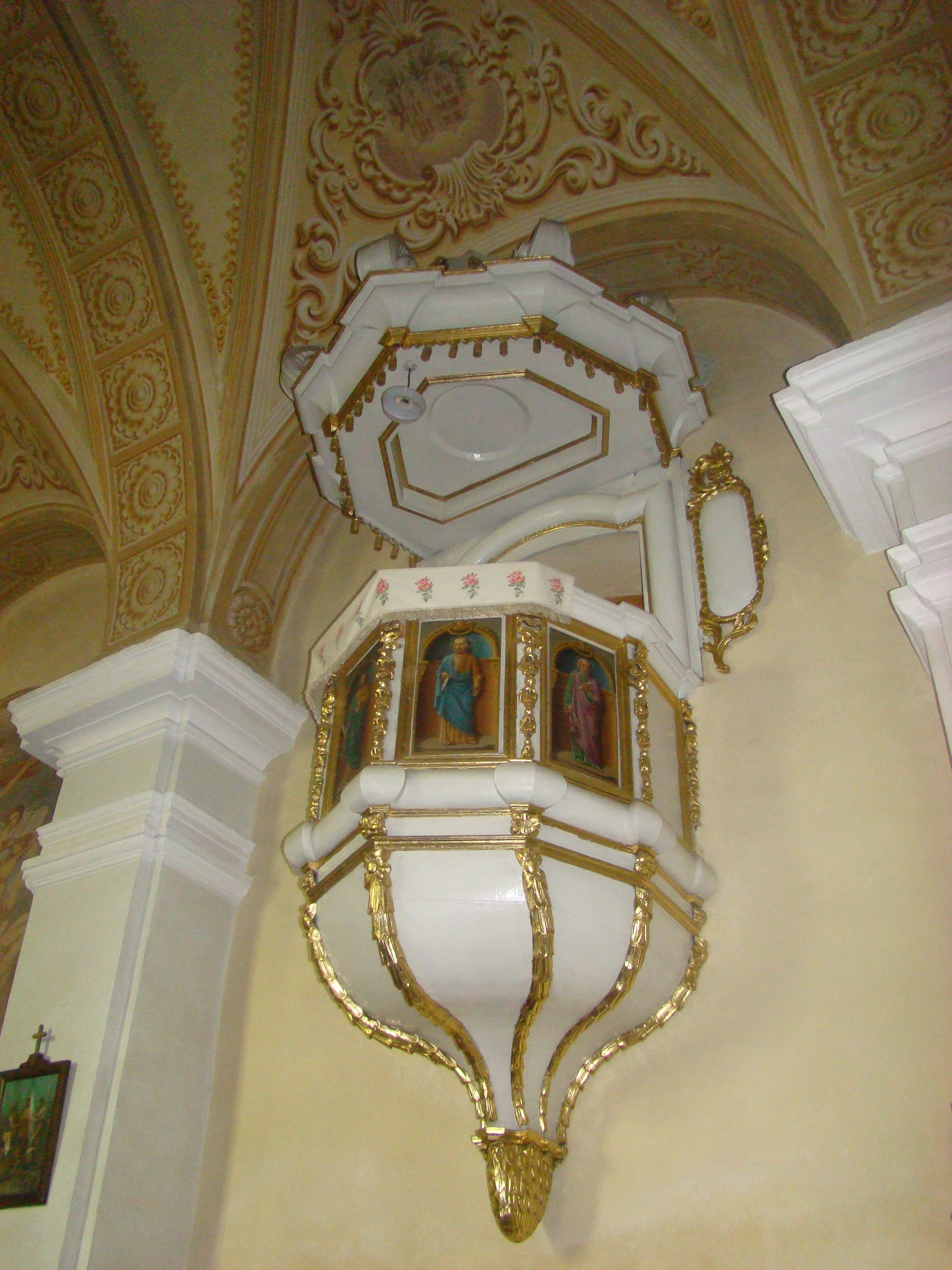
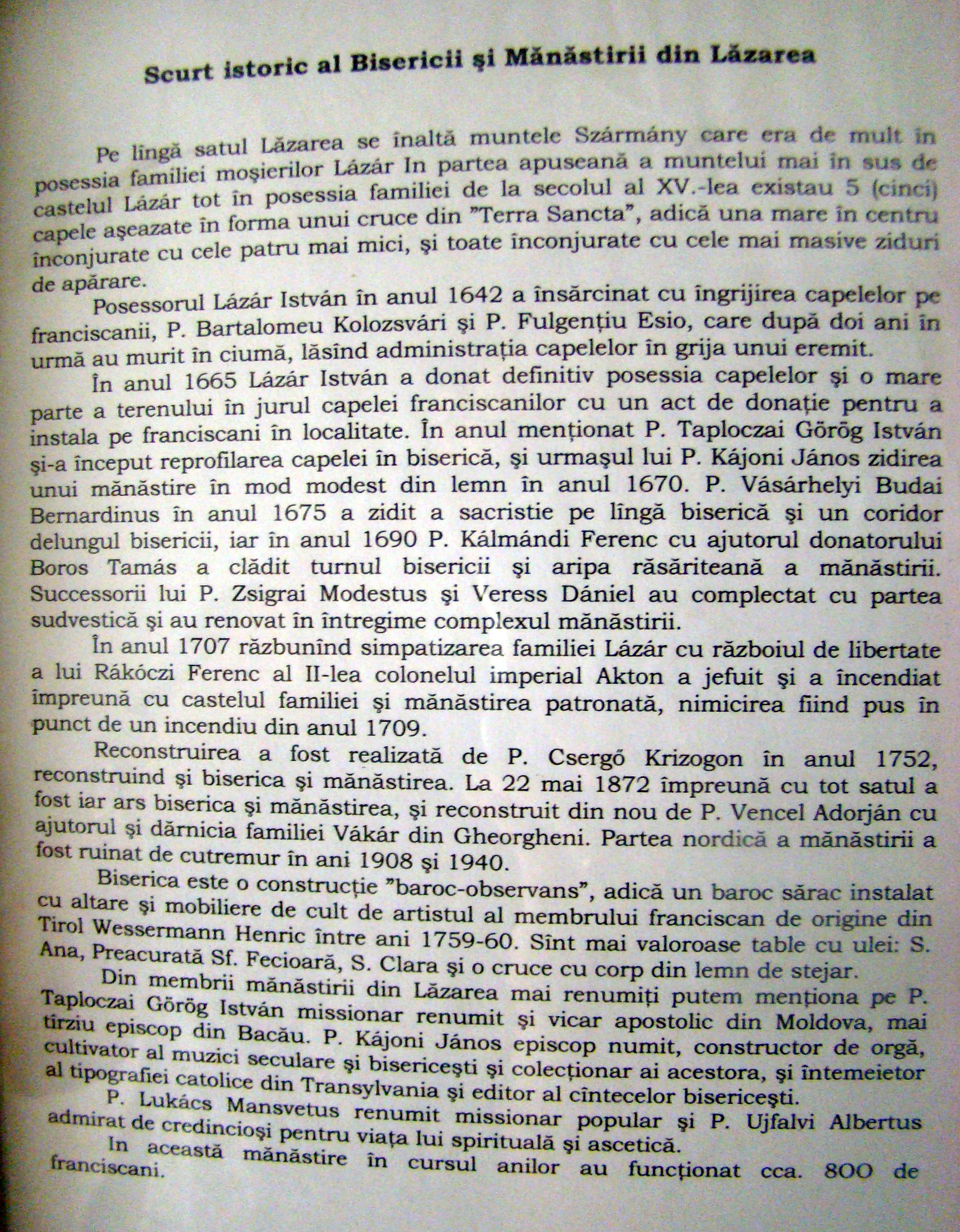